# Goobuntu
Goobuntu (Google + Ubuntu), chamado também de Google OS, é a versão do sistema operacional criado pelo Google baseado na distribuição Ubuntu do Linux para uso nos desktops da empresa.

## História
A partir da informação de que a Google utilizava uma versão personalizada do Ubuntu e que internamente era chamado de Goobuntu multiplicou-se a notícia de que a empresa estaria desenvolvendo o sistema para livre distribuição como uma alternativa ao Microsoft Windows.
Sua existência foi confirmada por Google e por Mark Shuttleworth. Shuttleworth alegou que muitas das correções e mudanças do Google estão sendo compartilhadas com o Ubuntu e integradas na distribuição do núcleo. Shuttleworth lembrou também aos leitores que enquanto alguns empregados de Google usam esta versão modificada de Ubuntu, outros usam versões modificadas de outras distribuições de Linux.
As especulações tomam como base o fato da Google já contar atualmente com diversos sistemas que competem com os programas da Microsoft, dentre eles alternativas ao Messenger e ao famoso pacote para escritório Microsoft Office. Várias montagens com supostos funcionários da Google e fotos da área de trabalho podem ser vistas ainda hoje fazendo uma procura por imagens relacionadas ao Goobuntu.
O assunto, associado a uma marca forte (Google), um nome forte (Ubuntu), multiplicou nos sites de notícias, blogs e outras mídias e foi finalmente esclarecido com o pronunciamento da empresa por meio de sua porta-voz Sonya Borälv: usamos uma versão do Ubuntu internamente, mas não pretendemos lançá-lo no mercado.[carece de fontes?]
A empresa revelou ainda que sua versão personalizada do Ubuntu utiliza o gerenciador de janelas Gnome.